# اچ‌ام‌اس دی۳
اچ‌ام‌اس دی۳ (به انگلیسی: HMS D3) یک زیردریایی بود که طول آن ۱۶۳٫۰ فوت (۴۹٫۷ متر) بود. این زیردریایی در سال ۱۹۱۱ ساخته شد.